# Доксат (Грчка)
Доксат (грч. Δοξάτο, Доксато) је насељено место и седиште истоимене општине у периферији Источна Македонија и Тракија, Грчка. Према попису из 2021. године било је 2.468 становника.
Према бугарском географу и историчару, Василу Канчову, у Доксату је 1900. године живело 900 Грка, 850 Турака, 200 Рома, 120 Словена хришћана и 120 Аромуна. Током Балканских ратова село је настрадало и део мештана је избегао, тако је после рата остало 1.117 житеља. После Првог светског рата почело је насељавање грчких избеглица, те је 1920. године било 2.736 жиеља. Године 1923. преостало турско становништво је принудно исељено у Турску а на њихово место је насељено око 300 грчких избегличких породица, укупно 1.193 особа. На попису из 1928. Доксат је имао 4.295 становника.